# Frieda Impekoven
Frieda Impekoven geborene Kobler (* 1880 in Zürich; † nach 1965) war eine Schweizerin (nach einer anderen Quelle Deutsche), die in der Zeit des Nationalsozialismus in Frankfurt am Main ab 1939 jüdischen Frauen und Männern (ab 1943 namentlich dokumentiert) Unterschlupf gewährte und diese mit Nahrungsmitteln versorgte. Am 15. März 1966 wurde sie von Yad Vashem mit der Auszeichnung Gerechte unter den Völkern geehrt.

## Familie
Frieda Impekoven war die Ehefrau von Toni Impekoven, mit dem sie die gemeinsame Tochter Niddy Impekoven hatte. Sie war die Schwägerin von Sabine Impekoven. Nach dem Tode ihres Ehemannes kehrte sie in die Schweiz zurück.

### Frau Wöffler
Frau Wöffler lebte in einer für Juden bestimmten Pension und erhielt durch ein Telefongespräch mit Frieda Impekoven von ihr die zeitweise Überlassung der Wohnung und Lebensmittel. Frau Wöffler wurde später in das KZ Theresienstadt deportiert.

### Renate Knewitz
Renate Knewitz war die Tochter von Margarete Knewitz und wurde von Frieda Impekoven während ihres Aufenthalts bei dem sich auf Tournee befindlichen Ehemann in Strassburg in ihrer Wohnung (mit Überlassung von Lebensmitteln) untergebracht. Bis zu ihrer Rückkehr hatte Renate Knewitz bei Freunden in Stuttgart eine Unterkunft gefunden. Mit Schreiben vom 24. Juni 1965 dankte Renate Knewitz ihr „von ganzen Herzen“ für ihre Hilfe.